# Олива Келсо Кинг
Олива Меј Келсо Кинг (енгл. Olive May Kelso King; 30. јун 1885—1. новембар 1958) била је возач амбулантних кола Српског санитета на Солунском фронту, у току Првог светског рата. Одликована је Орденом Милоша Обилића за храброст и Орденом Светог Саве.

## Детињство и школовање
Рођена је у богатој сиднејској породици сер Келсо Кинга и његове жене Ирене. Школовала се у Енглеској школи за девојчице у Сиднеју, а касније и у Немачкој. Била је авантуристкиња и бавила се планинарењем.

## На путу за Србију
Почетком Првог светског рата Келсо се 1914. нашла у Енглеској. Решена да помогне и подржи ратне напоре, добровољно одлучује да постане возач амбулантних кола. Како је Војска купила сва возила, Келсо је била приморана да од свог новца купи половни комби, који је преуредила за потребе амбулантног возила и назвала га “Слон Ела”. Почетком 1915. године придружила се Савезничкој пољској санитетској служби, а затим је прешла у Болницу шкотских жена. Ову болницу основале су Шкотске жене по угледу на сличне болнице у Француској, Русији итд. Болница је имала за циљ помоћ војним снагама савезника широм свих фронтова на којима се ратовало у Европи, а посебно Краљевини Србији, будући да се након балканских ратова ушла у нови рат мање наоружана, мање припремљена и са недовољним санитетом.

## Солунски фронт
Средином маја 1916. године, Келсовој се указала прилика да буде возач у српској војсци на Солунском фронту, који је настао 1915. године као покушај савезника да помогну српску војску. Тако се придружила јединици пуковника др Романа Сондермајера, који након смене др Лазара Генчића 1916. године, постаје начелник санитета Врховне команде. Возила је амбулантна кола са регистарском таблицом број 3.
У априлу 1917. године унапређена је и проглашена наредником. Изузетно јунаштво показала је током великог пожара у Солуну који су случајно изазвали француски војници 18. августа 1917. Возила је двадесет и четири сата без престанка, превозећи људе на сигурно. За показану пожртвованост и херојство тада, одликована је Орденом Милоша Обилића за храброст.

## Живот после рата и смрт
Након рата није желела да напусти Србију. Крајем 1918, уз великодушну помоћ богатог оца и грађана Сиднеја, отворила је седамнаест мобилних кантина за помоћ најугроженијим Србима, обезбеђујући им лекове, храну и одећу. Њен отац је основао фонд за отварање кантина. Сакупљено је више од 10.000 фунти. Кантине су отворене у Београду, Краљеву, Нишу, Крагујевцу, итд. Преостали новац донирала је у добротворне сврхе.
За љубав према Србима и хуманитарни рад, краљ Александар јој је 1920. доделио краљевски Орден Светог Саве.
По повратку у Аустралију била је активан члан организације Girl Guides Australia, где је између осталог, држала говоре о искуству стеченом у току рата.
Преселила се у Мелбурн 1956, где је и умрла 1. новембра 1958. године.
Укупно је око 1500 грађана Аустралије и Новог Зеланда било током Првог светског рата са српском војском. О њима је Бојан Пајић написао књигу.